# 本揖斐駅
本揖斐駅（ほんいびえき）は、岐阜県揖斐郡揖斐川町三輪にあった名鉄揖斐線の駅である。同線の終着駅でもあった。

## 歴史
揖斐線は前身である岐北軽便鉄道によって忠節駅から美濃北方駅まで、そして同社を吸収した美濃電気軌道により美濃北方駅から黒野駅まで順次延伸されてきた。黒野駅から当駅まで路線が伸びたのは1928年（昭和3年）のことである。駅は揖斐郡の中心街であった揖斐町本通りの東端に置かれた。揖斐には養老鉄道（初代）の揖斐駅が1919年（大正8年）に開業しており、同駅と紛らわしいことから、駅名は町の中心部にあるという意味で「本」を冠していた。
揖斐線は戦後に岐阜市内線と接続、当駅には岐阜市内線の岐阜駅前駅から直通列車が乗り入れた。しかしモータリゼーションの進展に伴い勢いは衰微、直通列車は朝夕を除いて手前の黒野駅で折り返すようになり、末期の黒野駅 - 当駅間の運行は日中1時間間隔になっていた。
そして名鉄のローカル線廃止の方針により、揖斐線の黒野駅 - 当駅間は1999年（平成11年）の美濃町線の新関駅 - 美濃駅間廃止に続いて、谷汲線などとともに2001年（平成13年）に廃止となり、当駅は廃駅となった。
- 1928年（昭和3年）12月20日 - 美濃電気軌道北方線の黒野駅 - 当駅間の開業により開設[4][5]。
- 1930年（昭和5年）8月20日 - 美濃電気軌道が名古屋鉄道（初代。同年中に名岐鉄道に改称し、1935年より名古屋鉄道に再改称）に合併。同社の揖斐線となる[5]。
- 1997年（平成9年）6月1日- 無人駅化。
- 2001年（平成13年）10月1日 - 揖斐線の黒野駅 - 当駅駅間廃止に伴い廃駅[6]。
- 2005年（平成17年） - 駅舎が解体される[7]。

駅跡地。駅舎は写真左手にあった（2017年5月）
路線跡東側（2017年5月）
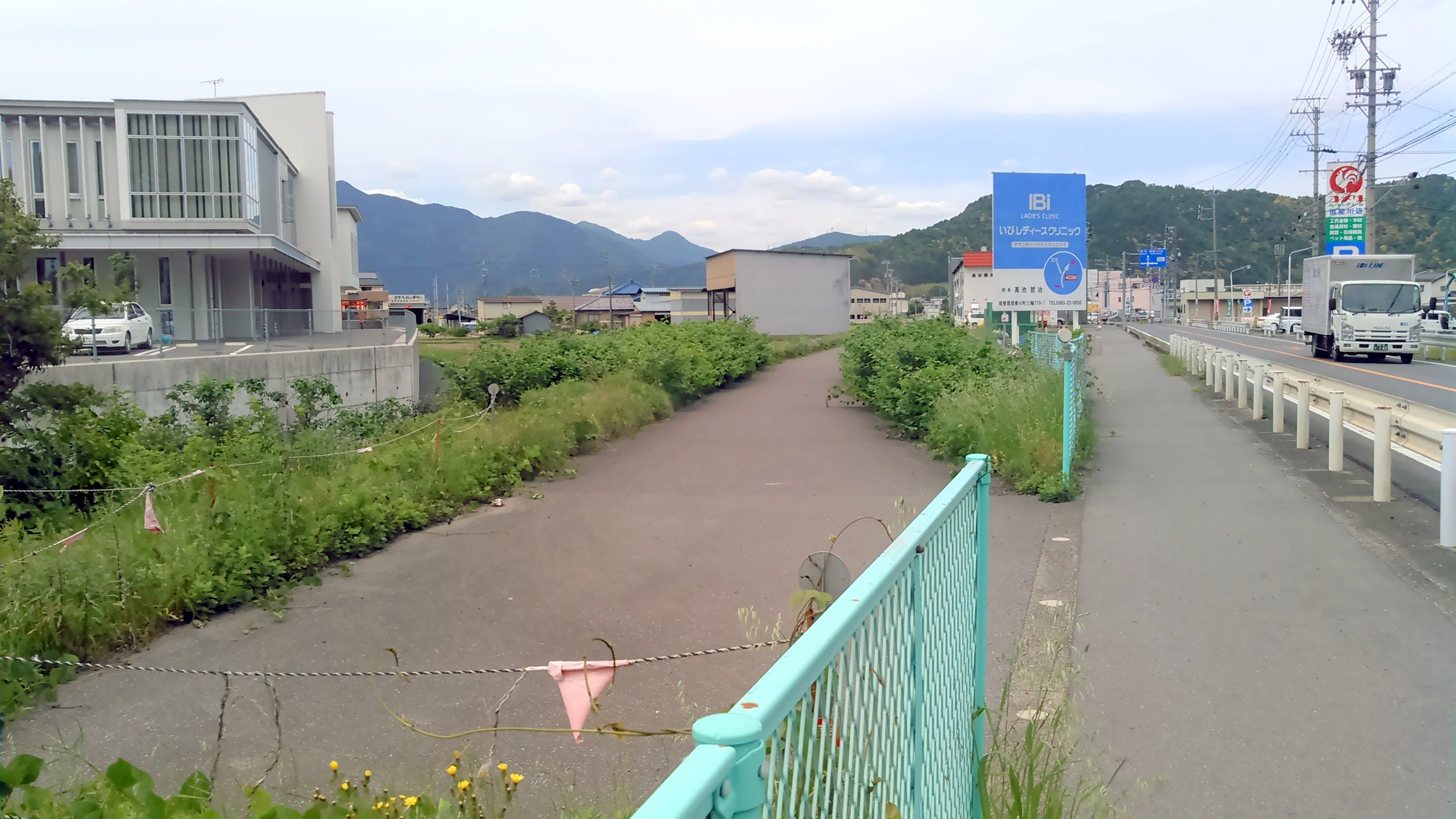
路線跡舗装化の国道303号線隣接地点 （2017年5月）

## 駅構造

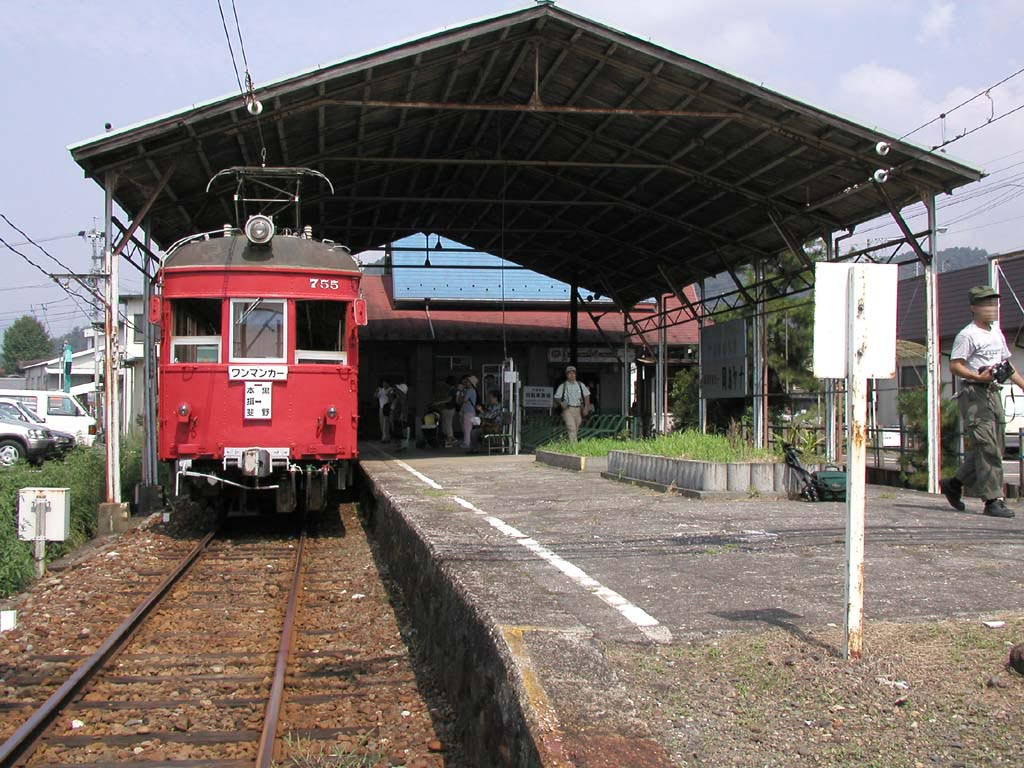
ホームに停車する
モ755号車（2001年8月）

配線は島式ホーム1面2線であったが、末期に使用されていたのは南側（駅舎から見て奥側）の1番線のみで、北側（手前側）の2番線は駐輪場になっていた。また車両1両分の長さであるものの、ホームを2線とも覆うように巨大な屋根がかけられていた。
駅舎は木造ながらある程度の規模を持っていたが、廃線後に取り壊されて更地となった。駅舎の西側（正面右手）にはコンクリート製でアーチ形の外観を持つトイレが設けられていた。

### 配線図
|            | 本揖斐駅 構内配線略図 | → 忠節方面 |
| 凡例 出典: |                       |            |

## 利用状況
- 『名古屋鉄道百年史』によると1992年度当時の1日平均乗降人員は786人であり、この値は岐阜市内線均一運賃区間内各駅（岐阜市内線・田神線・美濃町線徹明町駅 - 琴塚駅間）を除く名鉄全駅（342駅）中244位、 揖斐線・谷汲線（24駅）中6位であった[1]。

## 隣の駅
名古屋鉄道
揖斐線
清水駅 - 本揖斐駅
- 1944年までは清水駅 - 本揖斐駅間に八丈岩駅があった（同年休止、1969年廃止）。

## 代替交通手段
- 揖斐川町コミュニティバス：本揖斐バス停[10]（駅跡地から東50メートル先に乗り場ロータリーを整備）

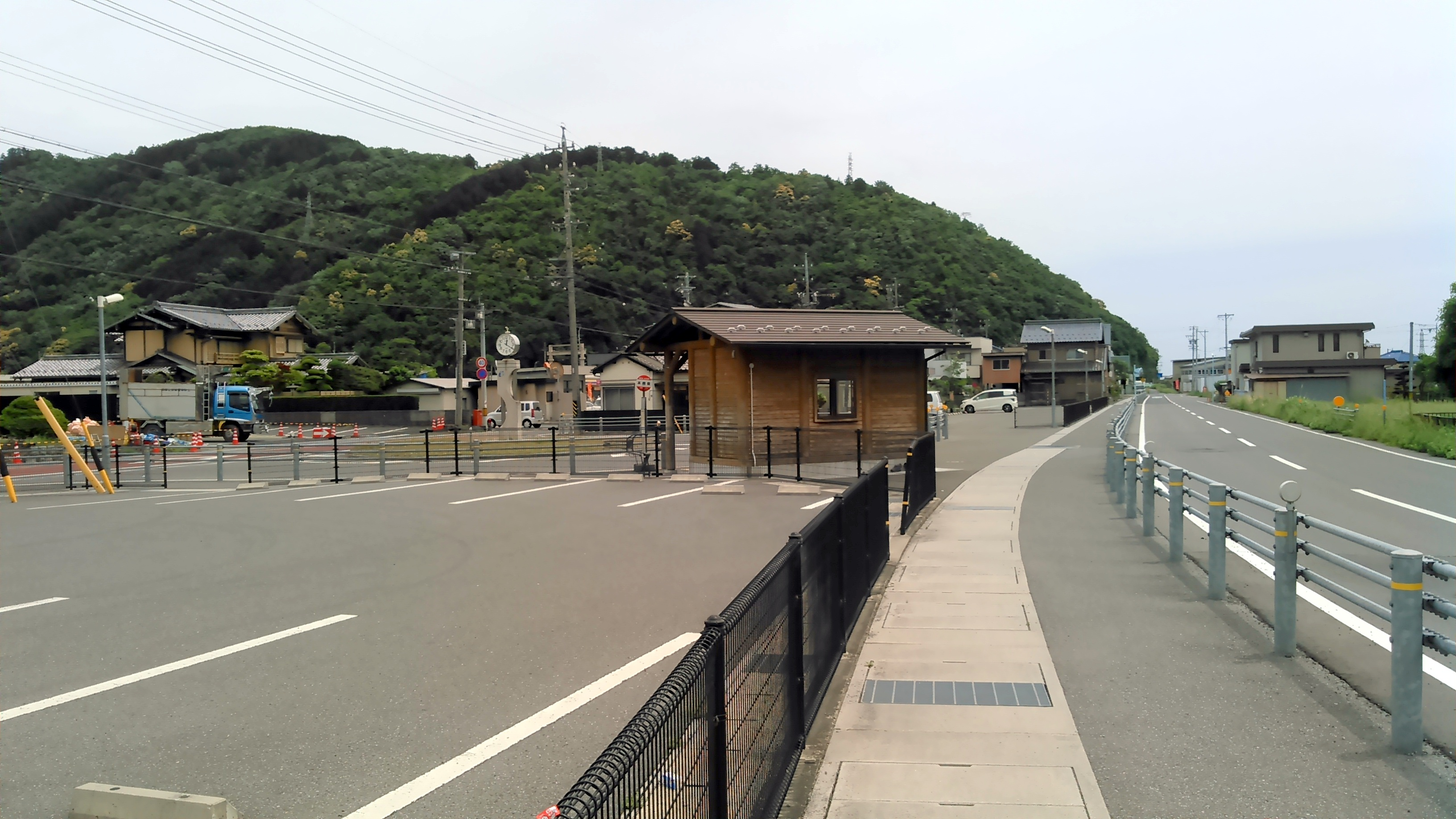
本揖斐バス停・全景 （2017年5月）
バス停標識・ロータリー （2017年5月）